# Gustavo Díaz-Jerez
Gustavo Díaz-Jerez (* 27. Februar 1970 in Teneriffa) ist ein spanischer Pianist und Komponist.

## Wirken

### Als Pianist
Gustavo Díaz-Jerez hat Klavier studiert bei J. A. Rodriguez am Conservatorio Superior von Santa Cruz de Tenerife und anschließend bei Solomon Mikowsky an der Manhattan School of Music in New York City. Er ist Preisträger der Maria Canals International Music Competition.
Er hat viele Konzerte in Kontinentaleuropa, Asien, Südamerika, Australien, dem Vereinigten Königreich und den Vereinigten Staaten gegeben, darunter in der Carnegie Hall und Alice Tully Hall in New York, der Royal Festival Hall in London, dem Sydney Opera House und an anderen Orten. Er hat zusammengearbeitet mit Dirigenten wie Iván Fischer, Victor Pablo, Cristian Mandeal, Matthias Bamert, Günther Herbig, Adrian Leaper, José R. Encinar, Stanisław Skrowaczewski und internationalen Orchestern wie dem Budapest Festival Orchestra, den Turiner Symphonikern, der Northern Sinfonia und den großen spanischen Orchestern (Teneriffa, Gran Canaria, Galicien, Nacional de Cataluña, Castilla y León, Sinfónica de Madrid). Er hat gespielt u. a. auf den Internationalen Musikfestspielen der Kanaren, Quincena Musical Donostiarra und Santander. Seit 2002 ist er Professor für Klavier am Centro Superior de Música von País Vasco.

### Als Komponist
Díaz-Jerez hat Komposition bei Giampaolo Bracali and Ludmila Ulehla an der Manhattan School of Music studiert. Seine kompositorische Sprache kann als algorithmisch und spektral beschrieben werden. Er verbindet Elemente aus der spektralen Bewegung um Gérard Grisey, Tristan Murail, Horațiu Rădulescu, wo Klangfarbe eine grundlegende Rolle spielt, mit Prozessen, die hervorgehen aus mathematischen Disziplinen wie zellulärer Automatentheorie, Lindenmayer-Systeme, Fraktale, Genetische Algorithmen, Zahlentheorie und Methoden u. a. der akustischen Spektralanalyse, additiven Synthese und Psychoakustik.
Der Gebrauch von Computerprogrammen ist für Díaz-Jerez' Arbeit unverzichtbar, wobei häufig Ergebnisse in Form elektronischer Musik entstehen. Sein Hauptinteresse liegt allerdings nicht in der Elektroakustik, sondern darin, diese Ergebnisse für traditionelle akustische Instrumente zu „transkribieren“. Dies setzt eine überlegte und gründlichen Quantisierung von Elementen der Melodie, Rhythmus und Klangfarbe voraus, so dass die Musik adäquat von menschlichen Musikern aufgeführt werden kann. Diese Transkription soll gleichwohl die Essenz des zugrundeliegenden Prozesses bewahren. Seine Werke erscheinen im Verlag Periferiamusic. Díaz-Jerez hat ein PC-Programm FractMus verfasst, welches er als Freeware anbietet, mit dem fraktale und algorithmische Prozesse für die musikalische Komposition erforscht werden können. Er hat zu diesem Thema Artikel in Spezialzeitschriften wie Electronic Musician veröffentlicht.

## Werke (Auswahl)

### Orchestermusik
- Ricercare: D. Schostakovitch in Memoriam für Viola d’amore und Streichorchester
- Anaga für Orchester
- Aranfaybo für Kammerorchester
- Konzert für Viola d’amore und Kammerorchester
- Konzert für Klarinette und Kammerorchester

### Kammermusik
- Trio für Violine, Cello und Klavier
- Sidhe, für Violine, Viola, Cello und Klavier zu vier Händen
- Sonata für Violine und Klavier
- Sonata für Viola und Klavier (2003)
- Hymenoptera, Klarinettenquartett
- Partita für Viola d’amore, Klavier, Vibraphone, Marimbaphone und Perkussionsinstrumente
- Ricercare: D. Schostakovitch in Memoriam für Viola d’amore und Klavier
- Dhyana für Viola d’amore und Klavier
- Akhkhazu für Altsaxophon und Klavier
- Plerion für Trompete und Klavier
- Tiamat für Violine, Viola, Cello, Kontrabass und Klavier
- Three Pieces für Klarinette und Klavier
- Tephra für Violine, Viola, Cello und Klavier
- Songs of Garajonay für Stimme und Instrumentalensemble
- Granular I, Gitarrenquartett

### Solostücke
- Gehenna für Klavier
- Sisyphus für Klavier
- Nous für Flöte

### Liedgesang
- Zenith für Violine, Viola, Cello, Flöte, Harfe und Stimmen, mit einem Gedichttext von Belinda Sánchez Mozo
- Songs of Garajonay für Stimme und Klavier, mit einem Gedichttext von Belinda Sánchez Mozo

### Chorgesang
- Nudo de luz für gemischten Chor; nach einem Gedicht von Belinda Sánchez Mozo

## Aufsatz
- Fraktals and Music, 1. Oktober 1999